# Dimitris Lyacos
Dimitris Lyacos (græsk: Δημήτρης Λυάκος; født 19. oktober 1966) er en nutidig græsk forfatter. Han er forfatter til Poena Damni-trilogien. Lyacos' værk er karakteriseret ved dets genre-trodsende form og den avantgardistiske kombination af temaer fra litterær tradition med elementer fra ritual, religion, filosofi og antropologi.
Trilogien udveksler prosa, drama og poesi i en splittet fortælling, der afspejler nogle af de vigtigste motiver i den vestlige kanon. På trods af sin længde – den samlede tekst tæller ikke mere end to hundrede og halvtreds sider – tog værket en periode på tredive år at færdiggøre, med de enkelte bøger revideret og genudgivet i forskellige udgaver i løbet af denne tid. periode og arrangeret omkring en klynge af begreber, herunder syndebuk, søgen, de dødes tilbagevenden, forløsning, fysisk lidelse, psykisk sygdom.
Lyacos' karakterer er altid på afstand fra samfundet som sådan, flygtninge, som fortælleren i Z213: Exit, udstødte i et dystopisk bagland som karaktererne i With the People from the Bridge, eller strandede, som hovedpersonen af Den første død, hvis kamp for overlevelse udspiller sig på en ørkenlignende ø. Poena Damni er blevet fortolket som en "allegori om ulykkelighed" sammen med værker af forfattere som Gabriel García Márquez og Thomas Pynchon og er blevet anerkendt som en eksponent for det postmoderne sublime såvel som en af de bemærkelsesværdige anti-utopiske værker i det 21. århundrede.
Dimitris Lyacos anses internationalt for at være den bedst kendte nutidige græske forfatter og landets mest sandsynlige kandidat til en Nobelpris i litteratur og en deltager i Who's Who, databasen over de mest fremtrædende individer på tværs af alle områder af menneskelig aktivitet.
Lyacos' værker udgives udelukkende i oversættelse. Fra 2024 er hans trilogi såvel som dens prequel Until the Victim Becomes our Own, ikke udgivet i den græske original.